# Mar del Archipiélago
El mar del Archipiélago (finlandés: Saaristomeri, sueco: Skärgårdshavet) forma parte del mar Báltico y se encuentra entre el golfo de Botnia y el golfo de Finlandia, dentro de las aguas territoriales finlandesas. El mar posee el mayor archipiélago del mundo por número de islas, aunque estas son en general muy pequeñas y se encuentran agrupadas en una zona reducida. El mar es de escasa profundidad, siendo su calado promedio de 23 m. La mayoría de sus canales no permiten la navegación de grandes barcos.

## Geología

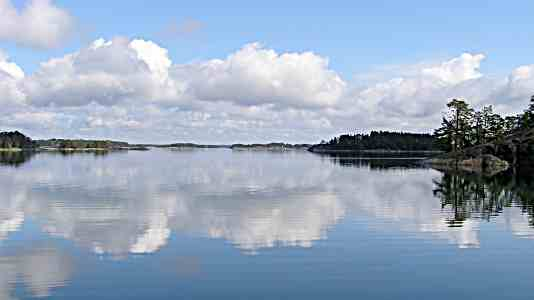
Hiittinen, a 25 km al oeste de Hanko.

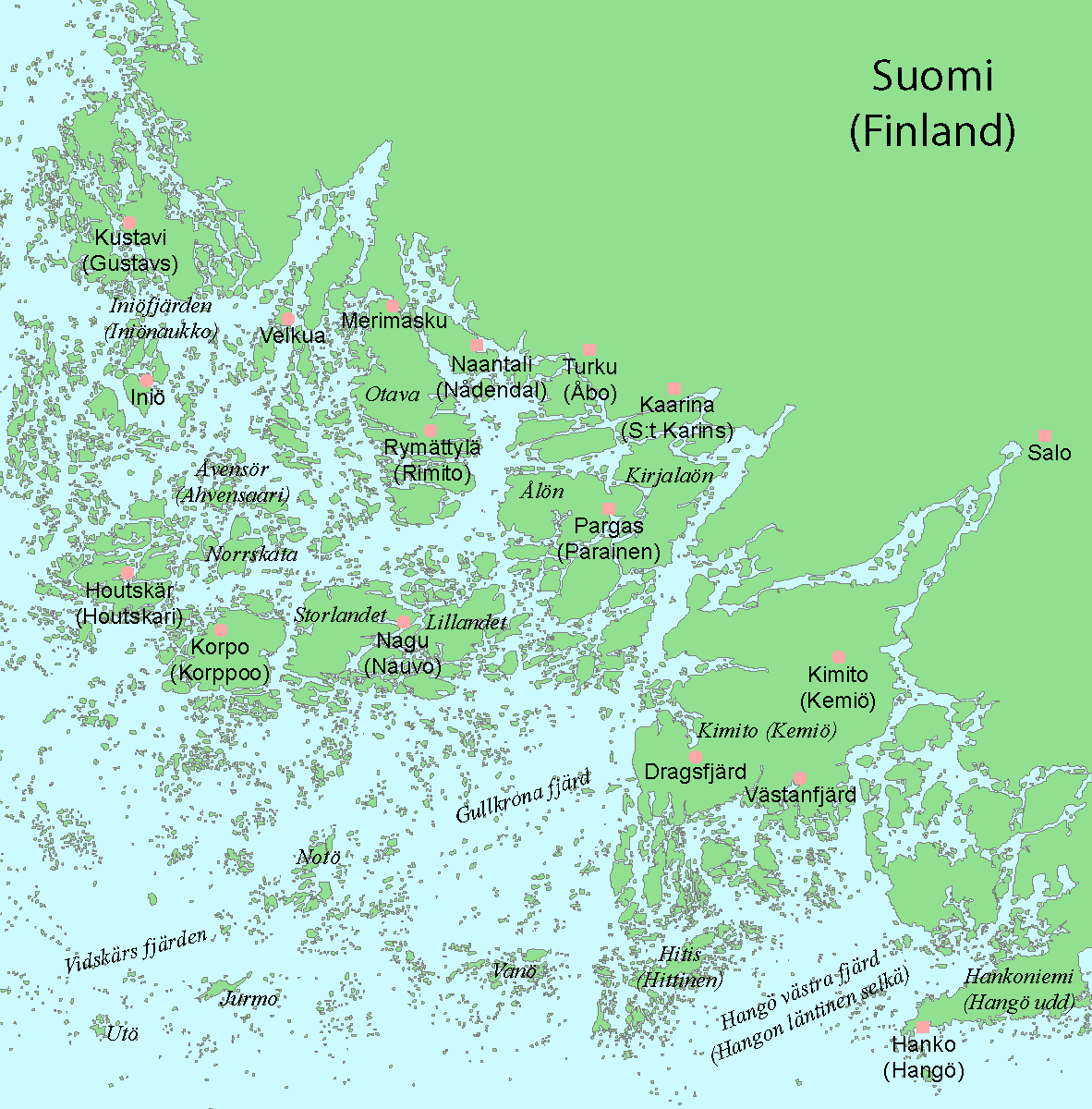
Extremo oriental del mar del Archipiélago: islas y ciudades mayores en la costa continental.

El mar del Archipiélago aloja un gran número de islas. Su número exacto depende de cual sea la definición utilizada del término, ya que las dimensiones de las partes de tierra varían desde pequeñas rocas que asoman del agua hasta grandes masas de tierra en las que se asientan varios poblados o aún un pueblo pequeño. Hay 257 islas en el mar Archipiélago con una superficie mayor de 1 km², y unas 18 000 mayores de 0,5 ha. Si se contabilizan todas las rocas y afloraciones inhabitables, es decir, se cuentan islas, islotes y peñascos, su número asciende entonces a unos 50 000 (Indonesia, por ejemplo, tiene entre 13.000 a 18.000 islas.) El área total es de 8 300 km², de los cuales 2 000 km² es tierra. La superficie se divide entre los archipiélagos interiores y exteriores, los archipiélagos exteriores consisten principalmente en islas más pequeñas deshabitadas. El archipiélago comprende un área aproximadamente triangular con las ciudades de Mariehamn, Uusikaupunki y Hanko en sus vértices.
Las islas comenzaron a emerger del mar poco tiempo después de que terminara la última glaciación. El proceso, denominado rebote postglacial, todavía continúa, con la aparición de nuevos islotes e islas y las existentes creciendo en superficie o incrementando su altura. El ritmo actual de emergencia de la tierra es de unos 4 a 10 milímetros por año. Las islas están principalmente formadas por rocas muy duras de granito y gneiss, por ello la erosión es mucho más lenta que el proceso de emergencia. 
Integrantes :

## Demografía y administración
Las islas se reparten entre la provincia de Finlandia Occidental y la provincia autónoma de Åland. La frontera entre las provincias se ubica aproximadamente en Kihti, una región ubicada en el mar abierto. Junto con las islas próximas a la costa de Suecia la zona constituye una eurorregión.

## Historia
Las islas comenzaron a emerger del mar (en esa época llamado mar Yoldia) hace 10000 años.  Los restos arqueológicos más antiguos datan de 4000 a. C. y representan la cultura cerámica Pit-Comb.
El archipiélago ocupa una posición estratégica, guardando el acceso a Estocolmo, Turku y todo el golfo de Botnia. Por ello fue fortificado en tiempos del Imperio sueco durante la Edad Media. Una ruta postal real atravesaba las islas del norte en los siglos XVI y XVII. En 1809 Suecia se vio obligada a ceder a las islas a Rusia, pasando a formar parte del Gran Ducado de Finlandia.
Durante la guerra de Crimea una fuerza anglo-francesa atacó y destruyó el castillo de Bomarsund. Tras la derrota de Rusia, según la Paz de París (1856), uno de los compromisos unilaterales que contrajo Rusia fue que las islas Åland fueran desmilitarizadas (Convenio de Åland de 30 de marzo de 1856). La zona permanece así hasta el momento actual.
Finlandia obtuvo su independencia de Rusia en 1917. Poco después, los habitantes de habla sueca de las islas Åland, en la parte occidental del Archipiélago, hicieron un llamamiento a Suecia para que anexionase las islas. La solicitud no recibió pleno apoyo y condujo a la Crisis de las Åland. La Sociedad de Naciones fue llamada finalmente para resolver la situación y en 1921 resolvió conceder la soberanía de todo el archipiélago a Finlandia, a pesar de las objeciones de la mayoría de los alandeses. Finlandia garantizó una amplia autonomía a las islas Åland, que mantuvieron su desmilitarización reafirmada en su propio estatuto (10 de junio de 1919)